# Parnassia longipetaloides
Parnassia longipetaloides är en benvedsväxtart som beskrevs av Jin Tang Pan. Parnassia longipetaloides ingår i släktet Parnassia och familjen Celastraceae. Inga underarter finns listade.